# Альтернативный метал
Альтернативный метал или альт-метал начал набирать популярность в начале 1990-х. Жанр является слиянием хэви-метала с альтернативным роком. Для альтернативного метала характерны и тяжёлые гитарные риффы, присущие металу, и черты альтернативного рока — мелодичность вокала, нетрадиционные тексты песен, необычные технические приёмы, непринятие условностей и традиций существовавшей тяжёлой музыки, соединение метала с самыми разнообразными музыкальными жанрами. Также этим термином можно назвать соединения альт-рока и метала или утяжелённый альтернативный-рок.

## Обзор
Термин «альтернативный метал» очень многообразен и обычно используется для описания групп с уникальным подходом к металу или в музыке которых сложно отделить метал от альтернативного рока. Ярким примером может послужить группа Faith No More.
В большинстве случаев альт-метал-группы появились из сочетания метала с хардкором (Biohazard, Life Of Agony, Rollins Band), постпанком (Killing Joke), готик-роком (Jane’s Addiction), нойз-роком (Helmet, Unsane, Fudge Tunnel), гранжем (Melvins, Soundgarden, Alice in Chains), индастриалом (Ministry, Nine Inch Nails) и другими жанрами. Эти группы объединяло влияние традиционного хэви-метала и экспериментирование с его формой — смешиванием метала с различными жанрами, необычные подходы.
В конце 1980-х годах возник гранж. Он сочетал в себе метал 1970-х (Judas Priest, Iron Maiden, Rainbow, Pentagram, Black Sabbath) и андеграундный панк. Популярность гранжа помогла увеличить подходящую аудиторию для альт-метал групп, и они стали выступать на фестивале «Lollapalooza», созданном вокалистом Jane’s Addiction. После прорыва альтернативного рока, совершённого группой Nirvana в 1991 году, характерные черты альт-метала стали более размытыми: жанр простирался от «индустриальных» Nine Inch Nails и Ministry до Rage Against The Machine, использующих в своей музыке хип-хоп и хардкор-панк. Вскоре уже большинство новых металических коллективов воспринимались исключительно как «альтернатива», хотя кроме концертных представлений и характерного звучания они мало отличались от традиционных металлистов.
К концу 1990-х альтернативный метал вновь приобрёл свои черты, в особенности благодаря таким группам как Limp Bizkit, KoЯn, Deftones, Linkin Park, Rage Against The Machine, Nine Inch Nails, System of a Down, HIM, Slipknot.

## Альтернативный метал в России
Ню-метал, ставший невероятно популярным в Европе и США, проник и в Россию. Наиболее известны такие коллективы как Jane Air, AmneZia, Amatory, Психея, 7000$, Tracktor Bowling, Сектор Газа (последний альбом), Слот, Stigmata, Grenouer, Louna , Северный флот и др. Группы Психея и ##### («5 Diez») также усиленно используют в своих песнях компьютерные эффекты и смешивают метал с музыкой самых разнообразных жанров. Как представители инструментального метала известны такие группы как Silence Kit, Skafandr, Aga_Me.

## Направления альтернативного метала

### Фанк-метал
Фанк-метал — это пограничный жанр музыки, который появился в 80-х. Как правило, он включает элементы фанка и метала. Это проявляется в сочетании тяжёлых рифов метала с характерным для фанка звучанием баса (слэп-техника). Нередким для жанра является использование элементов рэпа и альтернативного рока, из-за чего он часто пересекается с рэпкором и рэп-металом. Примеры: Hot Action Cop, Infectious Grooves, Primus, Red Hot Chili Peppers (ранние), Incubus (ранние), Living Colour, Rage Against The Machine и Faith No More.

### Ню-метал
В середине 90-х на основе грув-метала, хип-хопа, фанка, индастриала и гранжа (от последнего в частности был перенят приём «тихо-громко») группа Korn разработала ню-метал наряду с Deftones. В дальнейшем своё влияние оказали такие группы как Korn, Disturbed, Limp Bizkit, Godsmack, Slipknot, Papa Roach, Linkin Park и System of a Down.

### Индастриал-метал
Индастриал-метал — ещё один поджанр, который появился в 1980-х. Особенно популярен в Германии благодаря таким группам как Rammstein, Oomph! и Megaherz. Основателями стиля считаются группы Ministry, Killing Joke, Godflesh.

### Рэгги-метал
Рэгги-метал — слияние рэгги и трэш-метала. Основатели стиля Freedom For King Kong, самая известная группа Skindred.